# Zijlroedebrug
De Zijlroedebrug is een ophaalbrug in het dorp Lemmer in de Nederlandse provincie Friesland. De brug voert de N359 over het kanaal de Zijlroede.
Vanwege de drukte op het water in het hoofdseizoen werden aan het begin van deze eeuw plannen gemaakt om de brug te verhogen waardoor een gedeelte van het scheepvaartverkeer de brug zou kunnen passeren zonder dat bediening noodzakelijk zou zijn. Deze plannen zijn 2004 in de ijskast gezet omdat de kosten-batenanalyse niet toereikend was. Ook het stadsbeeld zou door zulk een verhoging negatief worden veranderd.
In het 2011 zijn plannen gemaakt om de brug door een aquaduct te vervangen, ook andere varianten liggen ter tafel.